# Вестонишка Венера
Вестонишка Венера или Венера от Долни Вестонице (на чешки: Věstonická venuše) е статуетка от периода на праисторията, която изобразява гола женска фигура.
Според археолозите датира от преди около 25 – 29 хилядолетие пр.н.е., през Каменната епоха. Намерена е на 13 юли 1925 г. в подножието на хълма Девин, в палеолитното находище край село Долни Вестонице, в историко-географската област Моравия, Чехословакия. Тя е най-старата известна на съвременната наука керамична статуетка, с височина 11,1 см и ширина 4,3 см.
Фигурката е открита на 549 метра дълбочина, в слой от пепел, разделена на две части. В допълнение към фигурата на Вестонишката Венера са открити фигури на животни – мечка, лъв, мамут, кон, лисица, носорог и бухал; и повече от 2000 топки от изпечената глина. При томографическо изследване на статуетката е открит древен пръстов отпечатък на дете между 7 и 15 години, което я е държало в ръка, преди да бъде изпечена.
Статуетката има обща форма с останалите Палеолитни Венери: изключително големи гърди, корем и бедра, може би символи на плодородието, относително малка глава и малък детайл върху останалата част от тялото.
Статуетката е била експонирана в Моравския музей в Бърно, съхранява се при специални условия и е рядко достъпна за обществеността, обикновено като част от пътуващи изложби в Чехия.

## Фотогалерия
- Предна част
- Задна част
- Лява страна
- Дясна страна